# كاثرين ديشر
كاثرين ديشر هي كاتبة سيناريو وممثلة كندية، ولدت في 22 يونيو 1960 بمونتريال في كندا.

## وصلات خارجية
- كاثرين ديشر على موقع IMDb (الإنجليزية)
- كاثرين ديشر على موقع ألو سيني (الفرنسية)
- كاثرين ديشر على موقع أول موفي (الإنجليزية)
- كاثرين ديشر على موقع قاعدة بيانات الأفلام السويدية (السويدية)
- كاثرين ديشر على موقع قاعدة بيانات الفيلم (الإنجليزية)
- كاثرين ديشر على موقع كينوبويسك (الروسية)